# Fort Valley, Georgia
Fort Valley är en stad (city) i Peach County, i delstaten Georgia, USA. Enligt United States Census Bureau har staden en folkmängd på 9 854 invånare (2011) och en landarea på 19,4 km². Fort Valley är huvudort i Peach County.